# Гроссман, Эдуард
Эдуард Гроссман (2 ноября 1946 — 1 апреля 2017) — советский еврейский художник, эмигрировавший в Израиль где жил и работал.
Главное место в творчестве занимает ассоциотизм как одно из течений абстракционизма.
Э. Гроссман отражает свое творческое художественное видение, с помощью смещение красок на холсте в центр, создав небольшой цветной «Остров», который часто содержит животное, древнюю структуру и буквы.
Данные элементы создают красочное изображение, которое позволяет зрителю отправиться в путешествие внутрь себя, по следам воображения художника.

## Биография

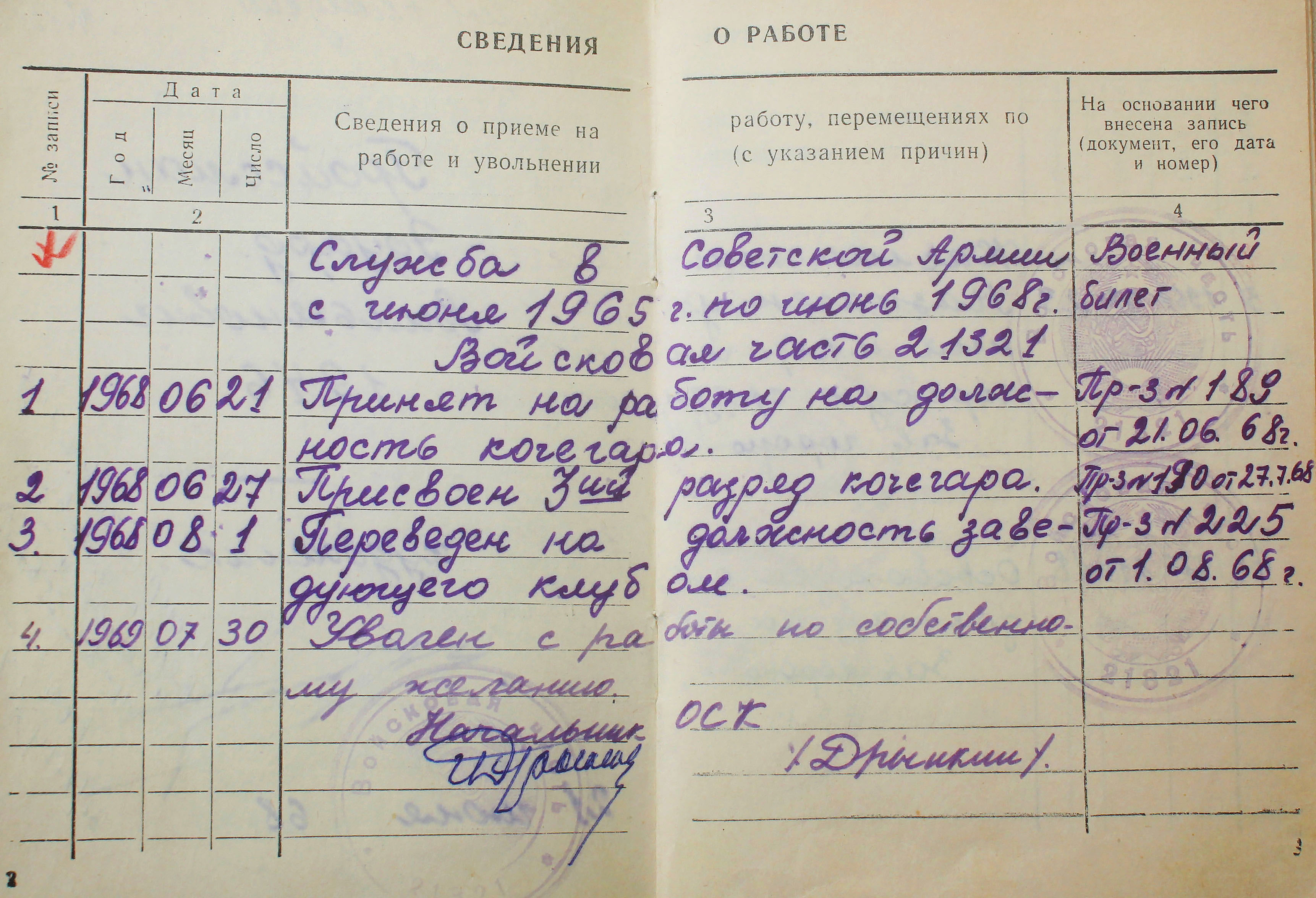
Сведения о работе,Эдуарда Гроссмана, Советская армия, 1965—1968

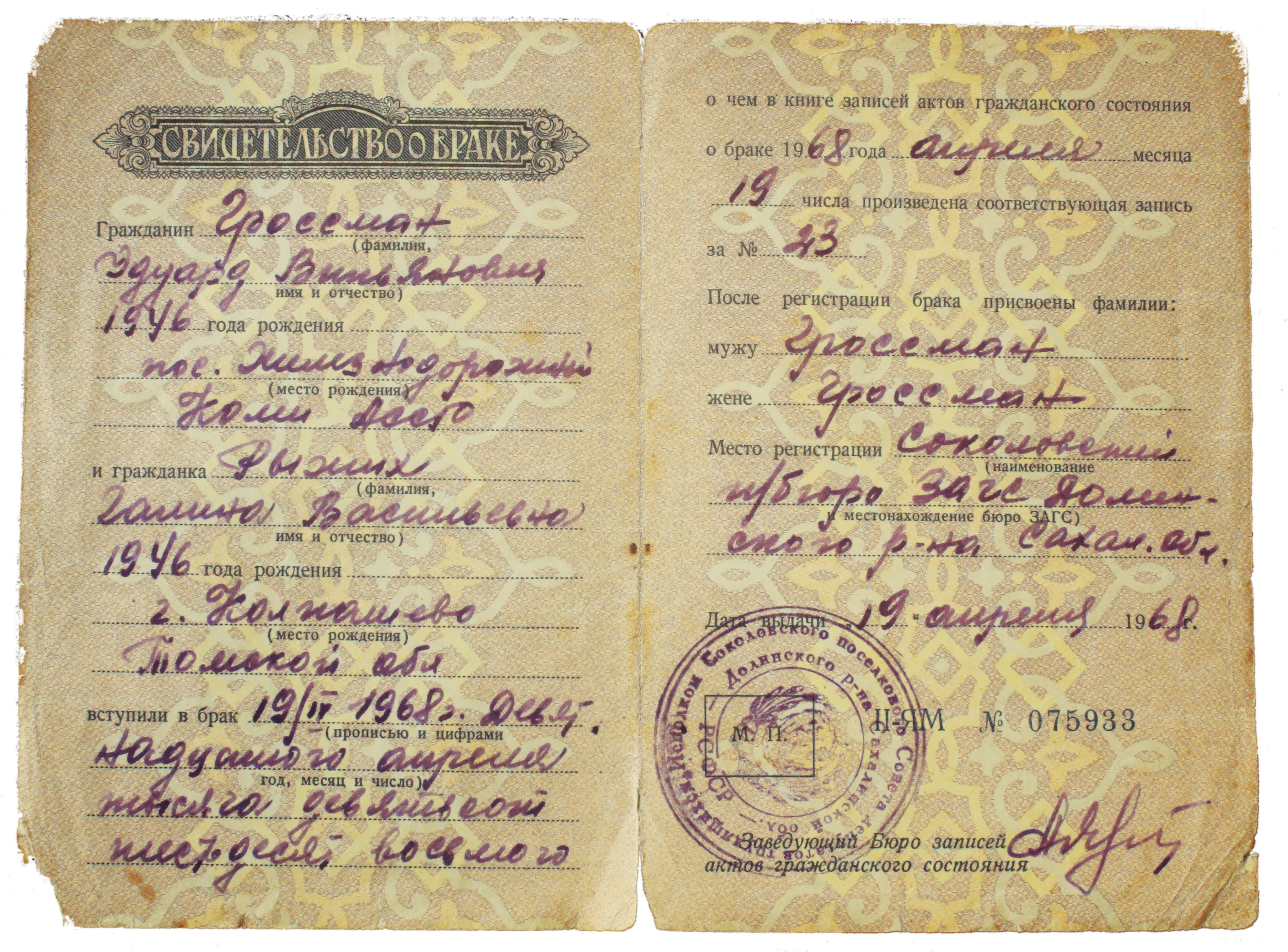
Свидетельство о браке Эдуарда Гроссмана и Галины Гроссман, 1968

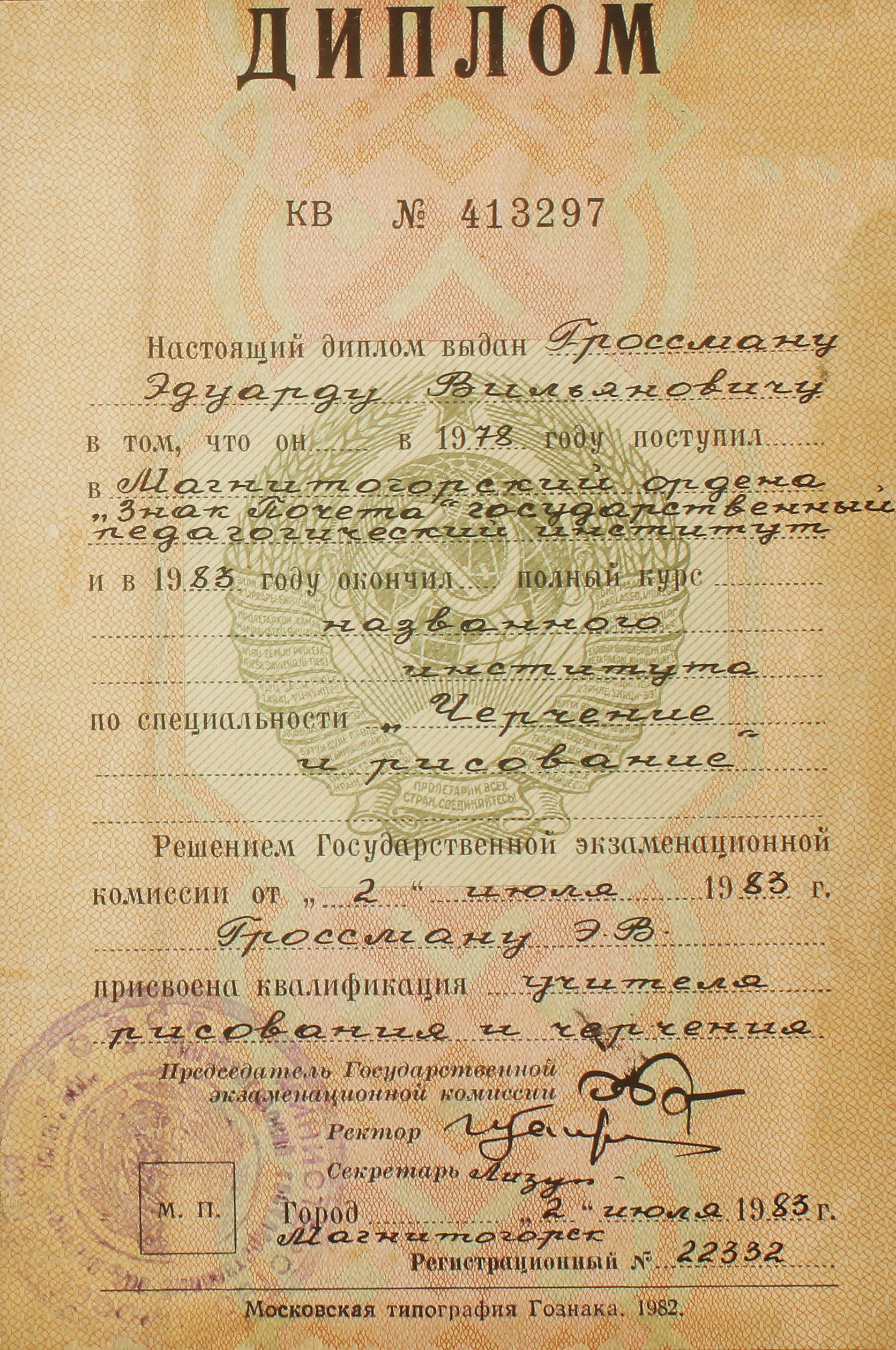
Диплом Эдуарда Гроссмана, 1983

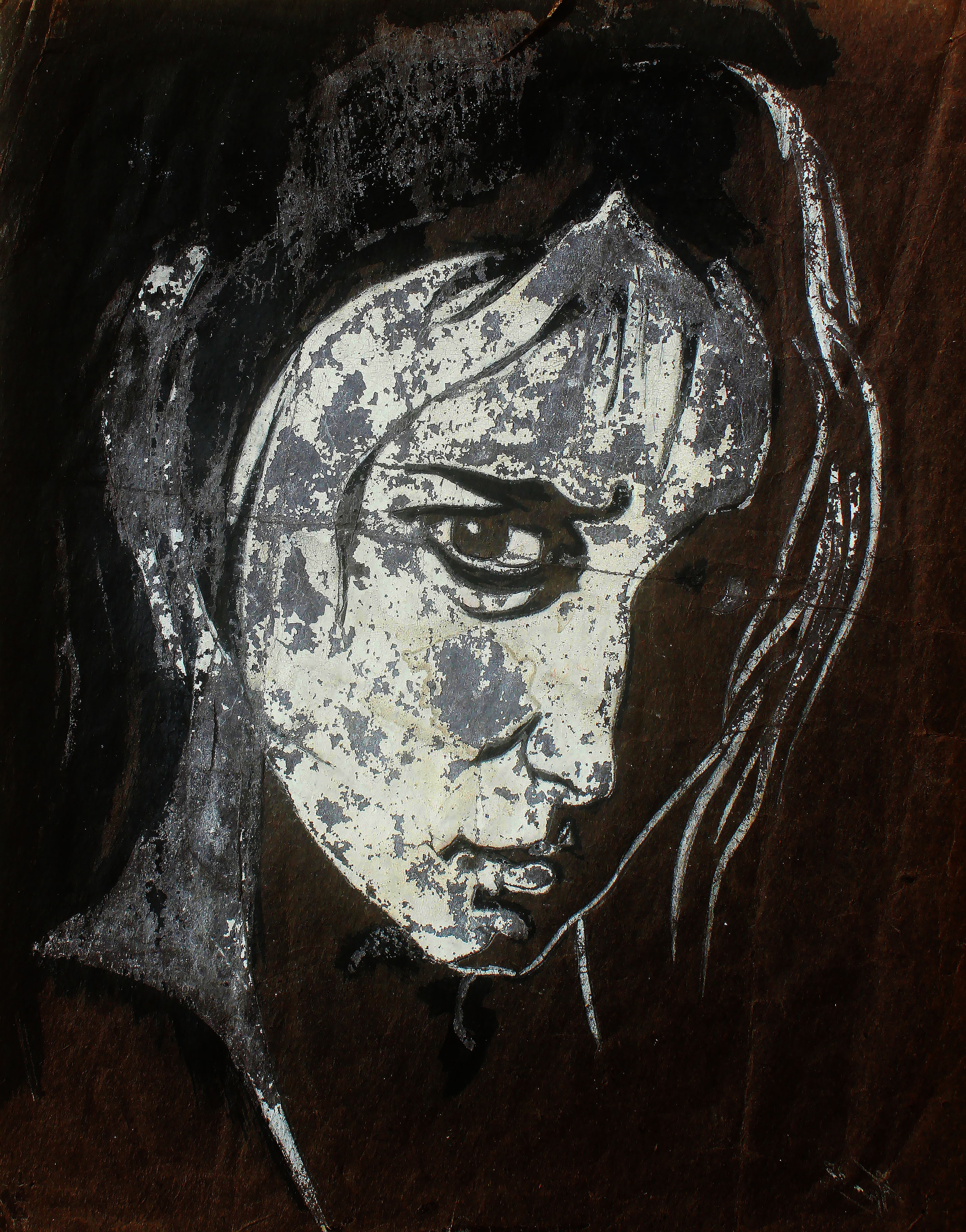
Портрет Галины Гроссман, 1967 (Подарок Эдуарда Гроссмана)

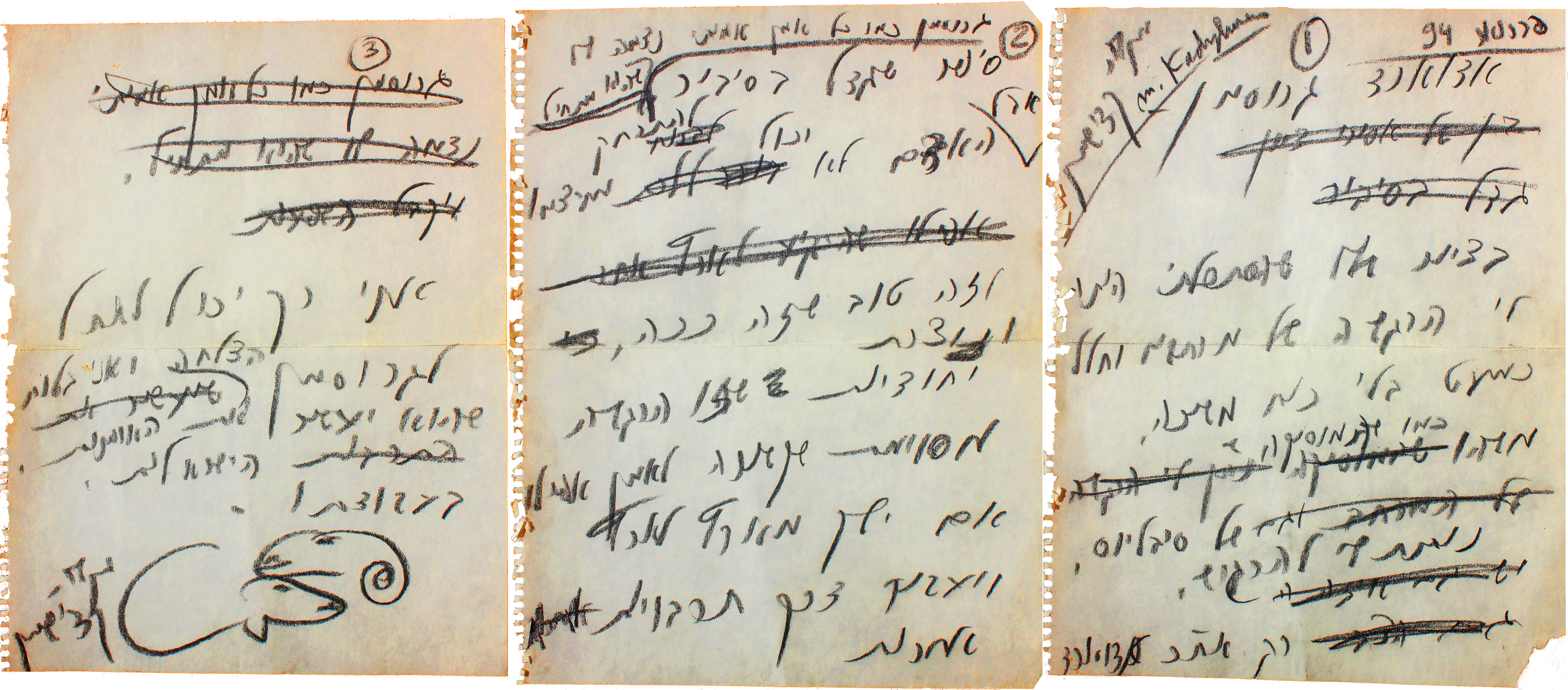
Письмо Кадишмана, 1994

Эдуард Вильянович Гроссман, родился 2 ноября 1946 года в Республики Коми АССР. После смерти отца, мать с детьми уехала в город Единцы Молдавской ССР, где Эдуард жил вплоть до окончания школы.
«Рисовать я начал рано. Мне было года три, когда я заболел скарлатиной. Мой брат с другом принесли мне карандаши и альбом, и я, лёжа в постели, начал рисовать. Это было так интересно! С тех пор у меня даже сохранилась привычка рисовать лежа».
В 1964 году был призван на службу в ряды Советской армии, которую проходил на Сахалине. Там он познакомился со своей будущей женой Галиной Гроссман (Рыжих).
В 1968 году молодые люди поженились, впоследствии в семье родились дочь и сын.
В 1983 году окончил Магнитогорский государственный педагогический институт рисованию и черчению. По окончании получил золотую медаль на всесоюзной выставке дипломных работ.
С 1983—1990 года жил и работал в Челябинске. Главным художником производственно-творческих мастерских. Создал одну из первых в стране дизайн бюро. При этом занимался графикой, иллюстрировал книги, писал и выставлял работы на тему иудаики.
В 1987 году в париже на аукционе сезонного биеннале живописи, Эдуард впервые представил серию своих работ в жанре левкас об Иерусалиме и истории галута.
«В то время, на выставках я показывал работы на еврейскую тему Кадиш Местечко и другие.. работы. Как ни странно…В Израиле практически не пишу об этом. А тогда видимо какое-то внутреннее чувство подталкивало к иудаике..может потому что детство прошло в еврейском квартале, а может ещё и потому что в то время в первой половине восьмидесятых почти все мои друзья были евреями.»
В 1988 году стал членом союза дизайнеров СССР.
В 1990 году вместе с семьей репатриировался в Израиль.
После репатриации, у нас вообще ничего не было. Эдуард увидел статью в газете о предложении работы художнику с месячной зарплатой. Он устроился на работу и начал работать. Сначала хозяин работы дал кисти, краски, холст и сказал «пиши что хочешь». Месяцами он смотрел на пустой холст и в один из рабочих дней стал писать картину и представил окончательный вариант. Хозяин был поражен работай Эдуарда и назначил его главным художником. Эдуард вернулся домой, он был счастливый, а потом после небольшого периода времени работая там, стал независимым художником.
В 1992 году стал членом союза художников Израиля.
С 1992—2004 года жил и работал в деревне художников Санур.
«Там собрались художники со всего бывшего советского союза.. Была, если можно так сказать, богемная жизнь с „русским акцентом“- минимум комфорта. Стол стул чашка-все! И творчество, работа». 

Техника живописи Гроссмана изменилась с годами, так как Эдуард стремился достичь собственный индивидуальный стиль, который отражен в его последних работ.
«В его картине на которую я смотрел, у меня появилась ощущение пространства почти без силы тяжести, что-то вроде музыки сибелиуса которая даёт мне почувствовать это. Только потом Эдуард сказал мне, что вырос в Сибири. Гроссман, как и любой настоящий художник, кажется, что он в начале, но человек не может уйти от себя и хорошо, что это так. уникальность, то есть определенное чувство, связанное с художником, даже если он перемещается из одной страны в другую и проходит через разные культуры. Я могу только пожелать Гроссману успехов и я уверен, что он обогатит своим творчеством искусство Израиля».
В 1995 году Эдуард представил свою первую работу, אוכל טוב בארץ в художественном музее милуоки.
В 1997 состоялась выставка, посвященная оперному певцу Хосе Карреры также, Эдуард участвовал в частных и всемирных выставках.
Спустя несколько лет создал цикл графических работ, известных как «Песнь песней» и «Сказания Израиля».
Графики Гроссмана не продолжение его живописи, а самое кардинальное преобразование затерянных в ней пластических идей. Его работы довольно аскетичны и немногословны, конструктивны по своей композиции; в них можно найти отдаленные отголоски искусства Пикассо, Кли и Миро. Но самое главное, открывая новые грани дара художника, такие работы воспринимаются как самобытный и оригинальный вклад в существующий спектр творческого видения.
Работы Гроссмана находятся в коллекции крупных коллекционеров, в том числе Жака Ширака и Руди Джулиани, а также в коллекции многочисленных музеев.
Картины Эдуарда Гроссмана захватывают и завораживают сразу, и лишь потом приходит осознание секрета их очарования. Вокруг них существует своеобразное магнитное поле притяжения, пронизанное потоками мощной творческой энергии. Со временем сила этого влияния не ослабевает, и мы с радостью отдаемся его власти над нашими чувствами. В этих работах, будь то лирический по мотивам и настроению пейзаж, написанный в среде Са-Нура, или крупная абстрактная композиция, чувствуется свободное и глубокое дыхание художника, уверенно владеющего средствами своего искусства и не ограничено какой-либо догмой или каноном. Впитав в себя достижения европейского постимпрессионистического колоризма и органично освоив их в соответствии со своим мировоззрением, индивидуальностью и художественным темпераментом, Эдуард Гроссман как бы втягивает нас в стихию цвета. Чувственная осязаемость предметов неожиданно исчезает, растворяясь в цветовом пространстве, и в игре цветовых пятен, отвлеченных от конкретности, возникает ощущение жизненных реалий. В подвижных пределах прямых и косвенных ассоциаций и метафор, на переходах от реального к воображаемому и обратно, от условности естественного видения к достоверности творческой фантазии возникает энергия творчества. Драматическая картина мира художника слита с лирическими интонациями, а трагедия грозовой атмосферы раскрывается в мажорных тонах цветового полифонизма. Понятие красоты искусства полностью сохраняет для Эдуарда Гроссмана свое основное значение; эстетические критерии служат ему надежными ориентирами в мрачном хаосе постмодернистской антиэстетики. Искусство Эдуарда Гроссмана не унижает, а возвышает человечество, открывая нам через свои произведения красочное богатство и чудо окружающего мира, позволяя вновь и вновь открывать для себя внутреннюю красоту мира.
У большинства работ Эдуарда нет названия, поскольку Эдуард хотел придоставить каждому зрителю возможность приблизиться к собственному воображению.